# Cold Justice (serie de televisión)
Cold Justice es una serie de investigación sobre crímenes reales emitida originalmente en TNT y actualmente en Oxygen. La serie es producida por Dick Wolf a través de su compañía Wolf Films y Magical Elves Productions.
A través de su cuenta de Facebook, Yolanda McClary anunció que Cold Justice que no sería renovada para una cuarta temporada. Oxygen adquirió la serie para ser transmitida el 22 de julio de 2017
En junio de 2021, Oxygen renovó a Cold Justice a una sexta temporada para ser transmitida el 10 de julio de 2021.

## Trama
Este programa sigue las aventuras de Yolanda McClary y Kelly Siegler se encargan de las investigaciones de crímenes contra asesinatos , y otros delitos para tomar soluciones integrales a los problemas en diferentes partes de los Estados Unidos.

## Recepción
Cold Justice obtuvo una puntuación de 66 sobre 100 en Metacritic según cinco críticas "generalmente favorables". 
Mary McNamara de Los Angeles Times afirma: "Aunque uno puede estar bastante seguro, aunque solo sea por razones legales, de que cualquier sospechoso que aparezca en la televisión resultará ser culpable de algo, las mentiras que se dicen, las Los giros del sistema legal y la simple y horrible estupidez de los crímenes proporcionan suficiente drama". David Hinckley del New York Daily News declaró: "No hay mucho drama". Agregó: "Buscar justicia es bueno. No nos odien si no siempre observamos".